# Куты (Бродовская городская община)
Куты (укр. Кути) — село в Бродовской городской общине Золочевского района Львовской области Украины.
Население по переписи 2001 года составляло 50 человек. Занимает площадь 0,143 км². Почтовый индекс — 80622. Телефонный код — 3266.